# Galionsvej
Galionsvej er en vej beliggende på Frederiksholm i København. Vejen har navn efter galionen, som var den forreste del af et skib og typisk rummede skibets toilet. Vejen ligger mellem Takkelloftvej og Kanonbådsvej, samt krydser Danneskiold-Samsøes Allé. Vejen blev navngivet i 1996.

## Torpedobådshallen og Saugværket
Den tidligere torpedobådshal er i dag ombygget til beboelse, hvor lejlighederne ligger ud mod den bevarede havn, som bygningen omslutter. På Galionsvej 23-29 ligger boligbebyggelsen Saugværket, der blev opført i 2005 og tegnet af arkitektfirmaet Arkitema. Navnet stammer fra Holmens sav- og hølveværk, der tidligere lå på stedet.